# Semiha Borovac
Pour les articles homonymes, voir Borovac.
Semiha Borovac, née le 2 mars 1955 à Sarajevo (Yougoslavie), est une femme politique bosnienne et bosniaque. 
Membre du Parti d'action démocratique, elle devient la première femme maire de Sarajevo le 29 mars 2005. Elle occupe ce poste jusqu'au 29 janvier 2009.
Le 13 mars 2015, elle est choisie pour devenir ministre des Droits de l'Homme et des Réfugiés dans le gouvernement de Denis Zvizdić.